# Petit Combin
Der Petit Combin ist ein 3663 m ü. M. hoher Gipfel am nördlichen Rand der Grand-Combin-Gruppe in den Walliser Alpen. Auf manchen Karten ist auch die Höhe 3672 m angegeben.
Der Petit Combin liegt zwischen dem Corbassièregletscher im Osten und dem Tal Val d’Entremont im Westen, auf der Grenze zwischen den Gemeinden Val de Bagnes und Liddes. Der Gipfel ist abgegrenzt von steilen Gletschern im Norden und im Osten (Petit-Combin-Gletscher und Follâts-Gletscher) und von den steilen Felswänden der Aiguilles-de-Boveire im Westen. Das Gelände ist sanfter in Richtung Süden zum Combin de Corbassière (3716 m ü. M.).
Der Petit Combin ist eine beliebte Gletschertour im Sommer und im Winter. Die normale Aufstiegsroute (SAC Skala: ZS ≈ UIAA-Skala: III) geht von Fionnay (1490 m ü. M.) im Val de Bagnes, über die Hütte François-Xavier Bagnoud (ehemalige Hütte Panossière, 2645 m ü. M.) und den Corbassièregletscher, mit Endaufstieg von Südosten. Der Gipfel ist auch ein erlaubter Hubschrauberlandeplatz.
Im Rahmen einer mehrtägigen Trekking-Tour Tour des Combins können der Petit Combin und der Grand Combin umwandert werden.